# Смертельна зброя 3
Смертельна зброя 3 (англ. Lethal Weapon 3) — американський бойовик 1992 року режисера Річарда Доннера.

## Сюжет
Офіцери поліції Ріггс і Мерта прибувають до будівлі, яка ймовірно є замінованою. В результаті їх маніпуляцій з вибуховим пристроєм, бомба детонує і зруйновує будівлю. За свою провину детективи розжалувані в патрульні. Ведучи своє перше чергування, знущаючись з перехожих, детективи стають свідками нападу на інкасаторів, який переростає у гонитву. Одному злочинцю вдалося втекти, інший був узятий під арешт.
Мерта намагається продати свій будинок, в чому йому допомагає Лео, проте без особливого успіху. Через події, які відбувалися в будинку раніше, його ніхто не хоче купувати. Сина Мерта, Ніка запрошують в банду його шкільні друзі, але він дає обіцянку батькові не вступати. Тим часом грабіжник-втікач гине на будівельному майданчику від рук свого найманця-забудовника, на ім'я Тревіс. Все це відбувається на очах ділового партнера, покупця зброї та набоїв.
Дочка Мерта продовжує зніматися в рекламі. Бачачи, як її взяли у заручники, Ріггс збиває нападника, але розуміючи, що його пістолет гумовий і він на знімальному майданчику, він насилу ладнає конфлікт з незадоволеним режисером. Кулі зі зброї, взятої у грабіжника, виявляються здатними пробивати бронежилети, про що Ріггс повідомляє іншим поліцейським.
Ріггс і Мерта хочуть розпитати невдалого грабіжника, де він зумів дістати своє озброєння. В результаті вони знайомляться з детективом Лорною Коул із відділу внутрішніх розслідувань. Їхня зустріч закінчується з'ясуванням відносин у начальника Мерфі, який вирішує відновити детективів і дати їм можливість допитати затриманого. Але в цей час до дільниці вже приїхав Тревіс, який представився сержантом і, пройшовши до затриманого, вбив його трьома пострілами. Завдяки камері, захованій в приміщенні, його впізнають як лейтенанта Джека Тревіса, який зник під час несення чергування.
Лео розповідає Мерта про термітів і про те, що був знайомий з людиною на відеозаписі. Він приводить їх на хокейну арену, де сам Лео намагається його схопити, але отримує поранення в руку. Мерта відвозить Ріггса до свого приятеля, де готує йому гамбургер, а в цей час неподалік проходить операція з продажу наркотиків. Ріггса відключають, а підоспілий Мерта вбиває одного продавця, який виявляється приятелем сина, Дерелом.
Лорна Коул знаходить Ріггса і пропонує йому викласти все, що він знає. Вони об'єднують зусилля і їдуть за наводкою на місце, де працював покійний злочинець. Там на них нападають. Лорна рятує Ріггса, а той знаходить собі нову собаку. А після у Лорни вдома вони змагаються у тому, в кого більше шрамів, що закінчується постільною сценою. Мерта напивається на своєму човні й не виходить на роботу. Зав'язується перестрілка між Ріггсом і Мерта, в ході якої вони обидва потрапляють у воду.
На похоронах Дерела, загиблого друга Ніка і сусіда сімейства Мерта по вулиці, батько вбитого просить знайти тих, хто вклав зброю в руки сина. Йдучи по сліду, Мерта трясе торговців і дрібних гангстерів, знаходячи тих, хто йому потрібен, в майстерні, де Лорна вибиває дурощі зі злочинців усіма доступними способами. Тревіс, який втратив частину зброї, але отримав нове замовлення, бере у заручники Мерфі й потрапляє на поліцейський склад, вивозячи звідти зброю. В підземці зав'язується стрілянина, а слідом за нею й гонитва, в ході якої Ріггс злітає з мосту.
Попри те, що злочинці пішли, Лео знайшов місце, де Тревіс веде своє будівництво. Туди прибувають детективи, а за ними й Лорна. Ріггс підпалює всі будівельні об'єкти, Лорна отримує поранення, але залишається живою, а Ріггс вбиває Тревіса з автомата загиблого Дерела.

## У ролях
| Актор                 | Роль                       |
| --------------------- | -------------------------- |
| Мел Гібсон            | Мартін Ріггс               |
| Денні Гловер          | Роджер Мерта               |
| Джо Пеші              | Лео Гетц                   |
| Рене Руссо            | Лорна Коул                 |
| Стюарт Вілсон         | Джек Тревіс                |
| Стів Кехен            | Капітан Ед Мерфі           |
| Дарлен Лав            | Тріш Мерта                 |
| Трейсі Вульф          | Ріанна Мерта               |
| Деймон Гайнс          | Нік Мерта                  |
| Ебоні Сміт            | Керрі Мерта                |
| Грегорі Міллар        | Тайрон                     |
| Нік Чінланд           | Гатчетт                    |
| Джейсон Рейнуотер     | молодий поліцейський       |
| Алан Скарф            | Герман Волтерс             |
| Делорес Голл          | Долорес                    |
| Мері Еллен Трейнор    | Доктор Стефані Вудс        |
| Марк Пеллегріно       | Біллі Фелпс                |
| Джон Ченатьемпо       | Смітті                     |
| Денні Вайнандс        | Гершель                    |
| Ендрю Гілл Ньюман     | необережний пішохід        |
| Кеннет Тайгар         | Becker                     |
| Піт Антіко            | поплічник 1                |
| Свен-Оле Торсен       | поплічник 2                |
| Пол Туерпе            | поплічник 3                |
| Вероніка Алісіно      | учасник загону 1           |
| Генрі Браун           | учасник загону 2           |
| Ерік Брайант Веллс    | учасник загону 3           |
| Мігель А. Нуньес мол. | учасник загону 4           |
| Філіп Мун             | учасник загону 5           |
| Боббі Вінн            | Дерріл                     |
| Сільвія Вебб Вайт     | матм Дерріл                |
| Денні «Біг Блек» Рей  | батько Дерріл              |
| Вінс Говард           | проповідник                |
| Пол Гіпп              | доктор                     |
| Лорен Шулер Доннер    | медсестра                  |
| Стефен Т. Кей         | режисер фільму             |
| Майкл Джордж Міллер   | помічник режисера фільму   |
| Генрі Кінгі           | панк з пістолетом у фільмі |
| Адам Клінберг         | поліцейський у фільмі      |

| Актор               | Роль                                             |
| ------------------- | ------------------------------------------------ |
| Мішель Ландрі       | молода жінка                                     |
| Скотт Брюс          | молодий чоловік                                  |
| Дель Еморі          | Shower поліцейський                              |
| Джон Хармс          | поліцейський                                     |
| Джеймс Олівер       | менеджер                                         |
| Меріен Колье        | Patron                                           |
| Норман Д. Вілсон    | Джордж                                           |
| Томас Е. Джис       | людина в закусочній                              |
| Джин Вільямс        | гангстер                                         |
| Сельма Арчерд       | співробітник Сельма                              |
| Харві Фішер         | сусід Мерти                                      |
| Едвард Дж. Розен    | хокейний уболівальник 1                          |
| Джей Делла          | хокейний уболівальник 2                          |
| Стів Лупорт         | зварювальник                                     |
| Ентоні Т. Пеннелло  | мертвий охоронець                                |
| Джей Байрон         | охоронець                                        |
| Джермейн Вільямс    | кондуктор                                        |
| Девід Лі Бінум      | будівельник                                      |
| Стів Псарос         | поліцейський за столом 1                         |
| Пол Ганус           | поліцейський за столом 2                         |
| Дон Стенлі          | патрульний 1                                     |
| Маріеллен Авіано    | патрульний 2                                     |
| Майкл Класторін     | CDR робітник                                     |
| Дж. Міллс Гудло     | Едді                                             |
| Білл Фредерік       | Поліцейський, який говорить «Браво» після вибуху |
| Джек МакГі          | Міккі Макгі, тесляр                              |
| Майк Агреста        | детектив 2                                       |
| Дж. Ніл Блумер      | додатковий                                       |
| Ян де Бонт          | Dutch Cameraman                                  |
| Девід Вейн Кемпбелл | поліцейський                                     |
| Ларрі Кларді        | поліцейський                                     |
| Свен Гранлунд       | додатковий                                       |
| Ентоні Джонсон      | торговець наркотиками                            |
| Мік Роджерс         | поліцейський 1 у сцені з бомбою                  |

## Українське закадрове озвучення

### Двоголосе закадрове озвучення (Студія«1+1», 1997)
Ролі озвучували: Олександр Завальський та Наталя Ярошенко

### Багатоголосе закадрове озвучення (Телекомпанія«Інтер», 2003)
Ролі озвучували: Владислав Пупков, Олег Лепенець та Людмила Ардельян

## Цікаві факти
- Мерта і Ріггс проїжджають кінотеатр, де йде фільм «Реклама на радіо» (1992), режисером якого був Річард Доннер.
- Під час погоні за інкасаторським автомобілем Делорес вигукує, що він — Воїн дороги. Американська назва «Шаленого Макса 2» (1981), де головну роль зіграв Мел Гібсон, — «Воїн дороги».
- Додивиться заключні титри до кінця, оскільки після них слідує невелика сцена.
- Човен Мерта називається «Код 7», що є умовним кодом поліції Лос-Анджелеса для перерви на обід.
- Це — єдиний фільм в даному кіносеріалі, де лиходії не загрожували сім'ї Мерта.
- Під час сцени, де Ріггс і Лорна порівнюють шрами, безліч шрамів, отриманих Ріггсом, припадають на події в «Смертельній зброї 2» (1989), зокрема шрам від кульового поранення в легеню і шрам від удару ножем у ногу.
- Коли на початку фільму будівля вибухає, то рев, який чує глядач, також був використаний у фільмі «Кінг Конг» (1976).
- Кількість убитих: 17.
- Керрі Фішер доводила сценарій, але її ім'я не згадується в титрах.
- Білл Фредерік, мер Орландо, зіграв поліцейського, який говорить «Браво!», Звертаючись до Мерта і Ріггса після вибуху будівлі.
- Джоел Сільвер заплатив 165000 доларів за дозвіл на знесення будівлі.
- Через касовий успіх фільму студія «Warner Brothers» подарувала Мелу Гібсону, Денні Гловеру, Джо Пеші, Рене Руссо, Джоелу Сільверу, Річарду Доннеру і Джеффрі Боумену по новому джипу «Range Rover».
- Режисерська версія фільму має хронометраж 121 хвилина.
- Будівля, яку помилково підривають Ріггс і Мерта, вибухає насправді. Ця будівля мерії в Орландо, що призначалася під знесення. Вибухотехніки підірвали будівлю, знімальна група зняла процес у всіх подробицях з безлічі ракурсів. А Гібсон і Гловер без жодних дублерів по справжньому тікали від справжнього вибуху. Пізніше, учасники всіх чотирьох фільмів назвуть цей вибух найкращим з усіх, які їм довелося зняти.

## Саундтрек
| Список треків | Список треків                               | Список треків |
| #             | Назва                                       | Тривалість    |
| ------------- | ------------------------------------------- | ------------- |
| 1.            | «It's Probably Me - Sting / Eric Clapton»   | 6:24          |
| 2.            | «Runaway Train - Elton John / Eric Clapton» | 5:25          |
| 3.            | «Grab the Cat»                              | 1:37          |
| 4.            | «Leo Getz Goes to the Hockey Game»          | 2:58          |
| 5.            | «Darryl Dies»                               | 4:55          |
| 6.            | «Riggs and Rog»                             | 2:55          |
| 7.            | «Roger's Boat»                              | 5:02          |
| 8.            | «Armour Piercing Bullets»                   | 4:34          |
| 9.            | «God Judges Us By Our Scars»                | 2:00          |
| 10.           | «Lorna/A Quiet Evening by the»              | 3:34          |
| 39:23         |                                             |               |